# I ratti della Sabina
I ratti della Sabina est un groupe italien de folk rock, originaire de la province de Rieti, actif entre 1996 et 2010. En 2011, les membres deviennent le groupe Area765.

## Histoire

### Débuts
I ratti est formé par des membres provenant de plusieurs municipalités de la province de Rieti. Le groupe naît en 1996 d'une idée de Roberto Billi qui, avant même de chercher les membres du groupe, a inventé le nom dérivé de l'historique Sabine Rat et conçu le logo : un rat dessiné dans un panneau danger.
Stefano Fiori rejoint ensuite le projet, en y ajoutant ses propres compositions ; les deux sont devenus les leaders du groupe. Les autres membres suivants sont : pour la partie folk, Alberto Ricci à l'accordéon et Alessandro Monzi au violon ; pour la partie rock, Carlo Ferretti à la batterie (et plus tard au piano), Valerio Manelfi à la basse et Eugenio Lupi à la guitare électrique. À leurs débuts, ils se produisent en direct, y compris en tant que musiciens de rue, sur la Piazza Navona à Rome, au Carnaval Freed à Poggio Mirteto, dans des festivals tels que le Ferrara Buskers Festival. En 1998, ils enregistrent et auto-produisent leur premier album Acqua e terra, qui sera remasterisé et publié en 2004. Paolo Masci, qui rejoint ensuite le groupe de manière permanente, collabore à la production.
En 2001, ils enregistrent, dans la cave de la maison de Roberto Billi, Cantiecontrocantincantina, un disque produit par UPRfolk, qui se serait vendu à plus de 5 000 exemplaires, surtout dans la province de Rome grâce à Radio Rock, avec comme invités Raffaello Simeoni et Margherita D'Ubaldo. En 2003, ils sortent Circobirò, leur troisième album, produit par UPRfolk et distribué par Edel,. Les collaborateurs de l'album sont Marino Severini de I Gang dans L'uomo che piantava alberi ; Stefano « Cisco » Bellotti et Francesco Moneti (de Modena City Ramblers) dans Il mercante ; Andrea Ra dans Lo scemo del villaggio et à nouveau Raffaello Simeoni et Margherita D'Ubaldo. Le graphisme de l'album est complété par des dessins de Francesco Musante.

### Derniers albums et séparation
En 2005, A passo lento, le quatrième album, sort sous la direction artistique d'Alessandro Finazzo (de Bandabardò), qui joue également de la guitare acoustique, du violoncelle, de la contrebasse, de l'orgue, du synthétiseur et des chœurs, et qui est coauteur de Il re dei topi. Parmi les autres invités figurent Mimmo Locasciulli et Raffaella Misiti d'Acustimantico, ainsi que Raffaello Simeoni,.
En 2007, ils publient ...sotto il cielo del tenda, leur premier album live. Ce nouvel opus contient, outre les seize titres interprétés lors du concert du 24 mars 2007 au Villaggio Globale de Rome, trois titres inédits (Il mio tempo, Ciao et le premier extrait Accorda e canta). Le 8 mai 2009 sort Va tutto bene, le sixième album studio du groupe, le premier dans lequel d'autres membres (en plus de Roberto Billi et Stefano Fiori) ont également écrit des chansons, plus rock que folk,
Le 5 novembre 2010, à la suite de la décision de Roberto Billi de quitter le groupe, I ratti publient la déclaration suivante sur leur site web : « Chers amis de I ratti della Sabina, après des années de marche ensemble, Roberto a décidé de quitter le groupe. Le reste du groupe, tout en souhaitant continuer à partager des scènes et de nouvelles expériences, ne juge plus opportun d'utiliser le nom de « I ratti della Sabina », qui identifie un projet qui a grandi et qui a été porté par le temps. Un grand merci à tous ceux qui nous ont soutenus au cours de ces 14 années avec leur enthousiasme et leur affection. Aujourd'hui, bien que sous une forme différente, l'histoire du groupe se poursuit avec deux nouvelles entités : « Area765 », un groupe composé des 7 membres restants de I ratti della Sabina, et le projet solo de Roberto Billi. »

### Area765
Le groupe Area765 est formé en 2011 à la suite de la dissolution de I ratti della Sabina dont ils ont repris l'expérience historico-artistique entre 1996 et 2010, leurs racines restent imprimées dans leur nom 0765 en effet il s'agit du préfixe téléphonique du quartier de Poggio Mirteto, comme leurs origines, Stefano Fiori de Poggio Mirteto, Alessandro Monzi de Fara Sabina et Valerio Manelfi de Rieti, Paolo Masci vit et travaille à Rome. Actifs sur la scène underground italienne depuis, ils ont à leur actif six albums studio et plus de 700 concerts en tournée sur des scènes de toute l'Italie, des places bondées et des salles souvent combles. En 2023, le groupe sort un nouveau single, Svincoli.

## Discographie
- 1998 : Acqua e terra (réédité en 2004)
- 2001 : Cantiecontrocantincantina
- 2003 : Circobirò
- 2006 : A passo lento
- 2007 : ...sotto il cielo del tendone
- 2009 : Va tutto bene